# Campionati europei di atletica leggera 2018 - Staffetta 4×400 metri maschile
La staffetta 4×400 metri  maschile ai campionati europei di atletica leggera 2018 si è svolta tra il 10 e l'11 agosto 2018.

## Podio
| Oro     | Belgio Dylan Borlée, Jonathan Borlée, Jonathan Sacoor, Kévin Borlée, Robin Vanderbemden*, Julien Watrin* |
| Argento | Regno Unito Rabah Yousif, Dwayne Cowan, Matthew Hudson-Smith, Martyn Rooney, Cameron Chalmers*           |
| Bronzo  | Spagna Óscar Husillos, Lucas Búa, Samuel García, Bruno Hortelano, Darwin Echeverry*, Mark Ujakpor*       |

## Record
Prima di questa competizione, il record del mondo (RM), il record europeo (EU) ed il record dei campionati (RC) erano i seguenti:
| Record                | Prestazione | Nazionale                                                                | Data                                         | Competizione   |
| --------------------- | ----------- | ------------------------------------------------------------------------ | -------------------------------------------- | -------------- |
| Record mondiale       | 2'54"29     | Stati Uniti Andrew Valmon, Quincy Watts, Harry Reynolds, Michael Johnson | 22 agosto 1993 Stoccarda, Germania           | Mondiali 1993  |
| Record europeo        | 2'56"60     | Gran Bretagna Iwan Thomas, Jamie Baulch, Mark Richardson, Roger Black    | 3 agosto 1996 Atlanta, Stati Uniti d'America | Olimpiadi 1996 |
| Record dei campionati | 2'58"22     | Gran Bretagna Paul Sanders, Kriss Akabusi, John Regis, Roger Black       | 1 settembre 1990 Spalato, Jugoslavia         | Europei 1990   |

## Risultati

### 1º turno
Passano alle semifinali i primi tre di ogni batteria (Q) e i due migliori tempi tra gli esclusi (q).
| Pos. | Batteria | Nazione       | Atleti                                                                | Tempo   | Note                                     |
| ---- | -------- | ------------- | --------------------------------------------------------------------- | ------- | ---------------------------------------- |
| 1    | 1        | Gran Bretagna | Cameron Chalmers, Dwayne Cowan, Rabah Yousif, Martyn Rooney           | 3'01"62 | Q                                        |
| 2    | 1        | Francia       | Mame-Ibra Anne, Mamadou Kasse Hann, Teddy Atine-Venel, Thomas Jordier | 3'01"67 | Q                                        |
| 3    | 1        | Rep. Ceca     | Patrik Šorm, Michal Desenský, Vít Müller, Pavel Maslák                | 3'02"52 | Q                                        |
| 4    | 2        | Belgio        | Julien Watrin, Robin Vanderbemden, Jonathan Sacoor, Dylan Borlée      | 3'02"55 | Q                                        |
| 5    | 1        | Polonia       | Dariusz Kowaluk, Rafał Omelko, Mateusz Rzeźniczak, Kajetan Duszyński  | 3'02"75 | q                                        |
| 6    | 1        | Germania      | Marvin Schlegel, Torben Junker, Fabian Dammermann, Johannes Trefz     | 3'03"37 | q                                        |
| 7    | 2        | Italia        | Edoardo Scotti, Michele Tricca, Vladimir Aceti, Davide Re             | 3'04"08 | Q                                        |
| 8    | 2        | Spagna        | Mark Ujakpor, Lucas Búa, Darwin Andrés Echeverry, Samuel García       | 3'04"62 | Q                                        |
| 9    | 2        | Paesi Bassi   | Tony van Diepen, Liemarvin Bonevacia, Ramsey Angela, Nick Smidt       | 3'04"93 |                                          |
| 10   | 1        | Ucraina       | Oleksiy Pozdnyakov, Danylo Danylenko, Stanislav Senyk, Vitaliy Butrym | 3'03"93 | Miglior prestazione personale stagionale |
| 11   | 2        | Irlanda       | Christopher O'Donnell, Brandon Arrey, Leon Reid, Thomas Barr          | 3'06"55 | Miglior prestazione personale stagionale |
| 12   | 2        | Croazia       | Mateo Ružić, Hrvoje Cukman, Sven Cepus, Mateo Kovačić                 | 3'07"80 | Miglior prestazione personale stagionale |
| 13   | 2        | Turchia       | Abdullah Tütünci, Yavuz Can, Akin Özyürek, Batuhan Altıntaş           | 3'07"83 |                                          |
| 14   | 2        | Romania       | Cristian Radu, Cosmin Trofin, David-Iustin Nastase, Robert Parge      | 3'10"08 |                                          |
|      | 1        | Svezia        | Carl Bergström, Erik Martinsson, Dennis Forsman, Joel Groth           | dq      |                                          |
|      | 1        | Svizzera      | Jonas Gehrig, Ricky Petrucciani, Joel Burgunder, Charles Devantay     | dq      |                                          |

### Finale
| Pos. | Corsia | Nazione       | Atleti                                                                | Tempo   | Note                                     |
| ---- | ------ | ------------- | --------------------------------------------------------------------- | ------- | ---------------------------------------- |
|      | 3      | Belgio        | Dylan Borlée, Jonathan Borlée, Jonathan Sacoor, Kévin Borlée          | 2'59"47 | Miglior prestazione europea stagionale   |
|      | 5      | Gran Bretagna | Rabah Yousif, Dwayne Cowan, Matthew Hudson-Smith, Martyn Rooney       | 3'00"36 | Miglior prestazione personale stagionale |
|      | 7      | Spagna        | Oscar Husillos, Lucas Búa, Samuel García, Bruno Hortelano             | 3'00"78 | Miglior prestazione personale stagionale |
| 4    | 6      | Francia       | Ludvy Vaillant, Mamadou Kasse Hann, Teddy Atine-Venel, Thomas Jordier | 3'02"08 |                                          |
| 5    | 2      | Polonia       | Karol Zalewski, Rafał Omelko, Łukasz Krawczuk, Kajetan Duszyński      | 3'02"27 |                                          |
| 6    | 4      | Italia        | Edoardo Scotti, Michele Tricca, Davide Re, Matteo Galvan              | 3'02"34 |                                          |
| 7    | 8      | Rep. Ceca     | Jan Tesař, Pavel Maslák, Patrik Šorm, Filip Šnejdr                    | 3'03"00 |                                          |
| 8    | 1      | Germania      | Patrick Schneider, Tobias Junker, Fabian Dammermann, Johannes Trefz   | 3'04"69 |                                          |